# Comité national olympique d'Arménie
Le Comité national olympique arménien (en arménien Հայաստանի Ազգային Օլիմպիական Կոմիտե ; en anglais National Olympic Committee of Armenia, ARMNOC) est le représentant national de l'Arménie au Comité international olympique (CIO).

## Présentation

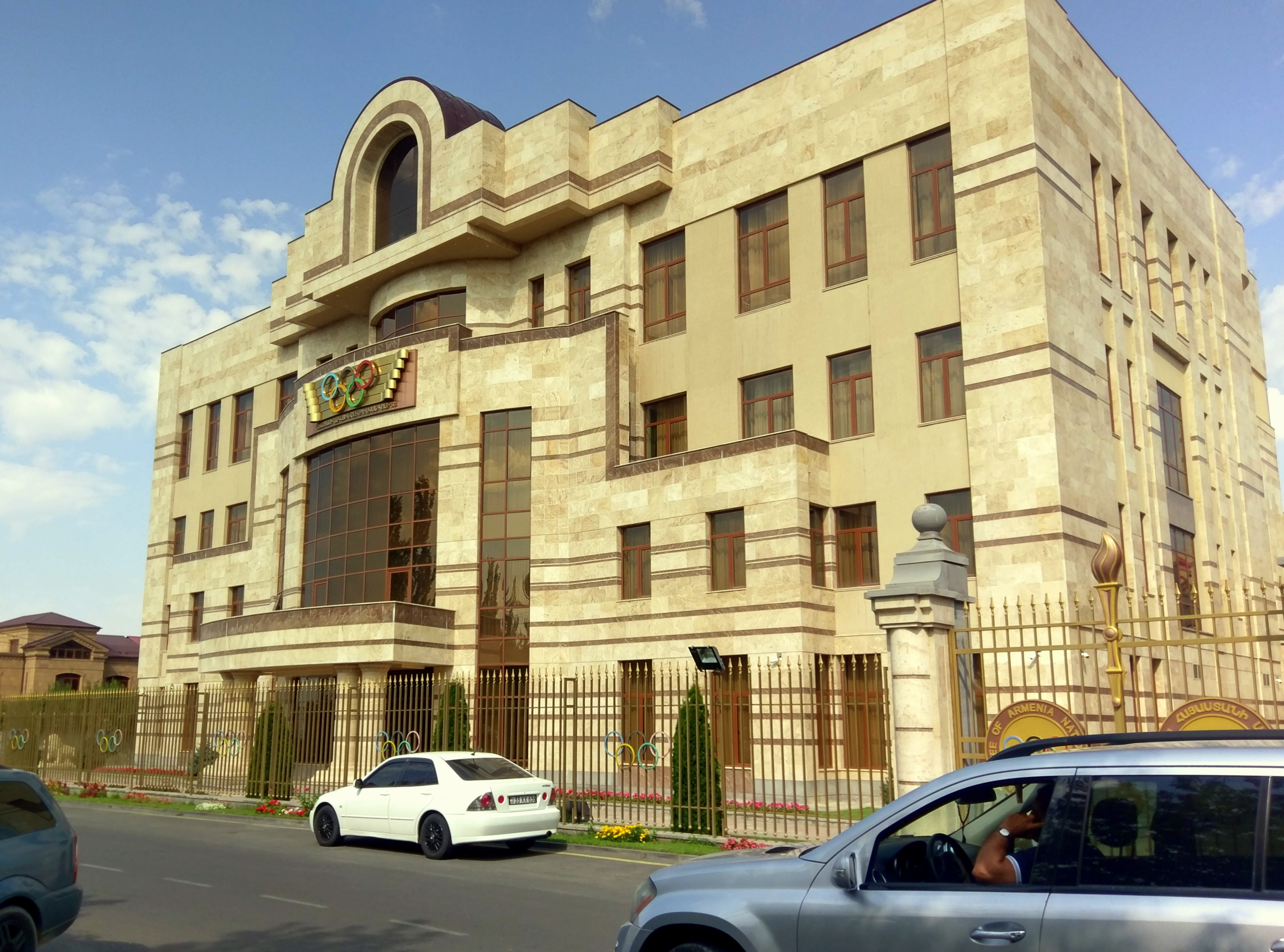
Bâtiment du comité olympique arménien à Erevan.

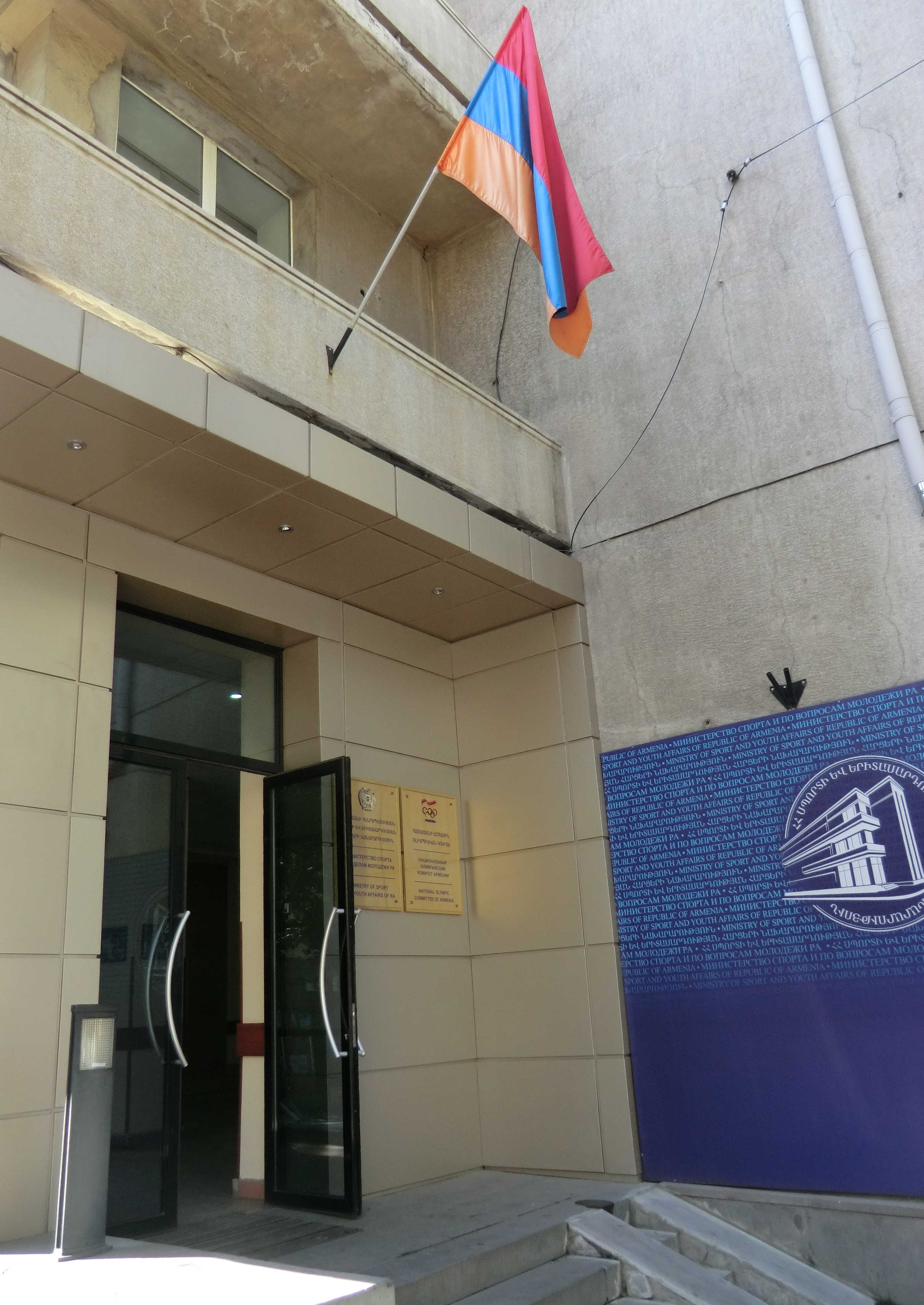
Ancien bâtiment du comité olympique arménien à Erevan.